# デザイナーズ・リパブリック

ロゴタイプ

デザイナーズ・リパブリック（The Designers Republic）とはイギリス・シェフィールドを拠点に活躍しているデザインスタジオ。略称はDRもしくはTDR。

## 概要
グラフィックデザイナーのイアン・アンダーソンが1986年に設立。2009年に一度倒産するが、現在は小規模なデザインスタジオに更生されて活動中。
近未来的なデザインを得意とし、なかでも特徴的なレタリングは世界のデザイン界に影響を与えた。

## 主な仕事
- ワープ・レコーズ（レーベル・ロゴ）
- エイフェックス・ツイン（ジャケット）
- ポップ・ウィル・イート・イットセルフ（ジャケット、マーチャンダイズ）
- スーパーグラス（ジャケット）
- パルプ（ロゴ、ジャケット）
- エレクトラグライド2004
- イッセイ・ミヤケ
- ワイプアウト
- ワイプアウト 2097（英語版）（北米版・日本版：ワイプアウトXL）

他